# Дуизон
Дуизон (фр. Dhuizon) насеље је и општина у централној Француској у региону Центар (регион), у департману Лоар и Шер која припада префектури Роморантен Лантне.
По подацима из 2011. године у општини је живело 1377 становника, а густина насељености је износила 31,77 становника/km². Општина се простире на површини од 43,34 km². Налази се на средњој надморској висини од 115 метара (максималној 132 m, а минималној 86 m).

## Демографија
| 1962. | 1968. | 1975. | 1982. | 1990. | 1999. | 2011. |
| ----- | ----- | ----- | ----- | ----- | ----- | ----- |
| 1.035 | 1.063 | 1.086 | 1.057 | 1.100 | 1.254 | 1.377 |

График промене броја становника у току последњих година